# Lista över offentlig konst i Enköpings kommun
Lista över offentlig konst i Enköpings kommun är en ofullständig förteckning över utomhusplacerad offentlig konst i Enköpings kommun. 
| Titel                                      | Konstnär(er)         | Årtal   | Beskrivning                  | Typ - material                 | Stadsdel/ort | Plats Koordinater                                                             | Bild                                                             |
| ------------------------------------------ | -------------------- | ------- | ---------------------------- | ------------------------------ | ------------ | ----------------------------------------------------------------------------- | ---------------------------------------------------------------- |
| Duvhök i slag                              | Torbjörn Forsberg    | 1997    |                              | brons                          |              | Parktorget Kaplanen, korsningen Rådhusgatan/Kungsgatan 59.63615, 17.07984     | Duvhök i slag                                                    |
| Tyngdlyftare                               | Thomas Qvarsebo      |         |                              | brons                          |              | Idrottshusets entre, Torggatan 2 (inomhus) 59.63213, 17.08826                 | Det är troligen inte ok att ladda upp en bild av detta konstverk |
| Kast                                       | Ahnlund Leif         |         |                              | brons                          |              | Idrottshusets fasad, Torgatan 2 59.63193, 17.08819                            |                                                                  |
| De fyra elementens brunn                   | Nils Sjögren         | 1942-58 |                              | fontän - brons                 |              | Stora Torget 59.63559, 17.07796                                               | Fler bilder                                                      |
| Skyddsänglar                               | Richard Brixel       |         |                              | brons                          |              | Vid Prästgårdsrondellen, Tullgatan/Drottninggatan 59.63805, 17.07977          |                                                                  |
| Jan Fridegård                              | Rune Rydelius        | 1992    | Staty över Jan Fridegård     | brons                          |              | Fridegårdsparken, Västra Ringgatan 59.6375, 17.07793                          | Jan Fridegård                                                    |
| Doktor Ernst Westerlund                    | Ida Carolin Thoresen | 1930    | Föreställer Ernst Westerlund | brons/granitsockel             |              | Skolparken, Drottninggatan 59.63966, 17.08117                                 | Doktor Ernst Westerlund                                          |
| Silverfiskarna                             | Erik Ståhl           | 1964    |                              | brons                          |              | Westerlundska gymnasiet, Korsängsgatan 40 59.63813, 17.08653                  |                                                                  |
| Folkvisan                                  | Emil Näsvall         |         |                              | stengöt (konststen)            |              | utanför Korsängsskolans huvudentré 59.63978, 17.09036                         |                                                                  |
| gestalter                                  | Lennart Jonasson     |         |                              | brons                          |              | Västerledstorg, Västerleden 154 59.63998, 17.06097                            |                                                                  |
| Bravurnummer                               | Sonja Petterson      |         |                              | brons                          |              | Fisktorget, Ågatan/Hamngatan 59.63318, 17.07625                               | Bravurnummer                                                     |
| Enköpingsmosaik                            | Gösta Idås           |         |                              | mosaik                         |              | Fullmäktigesalen i Kommunhuset (inomhus) 59.63269, 17.07274                   | Det är troligen inte ok att ladda upp en bild av detta konstverk |
| Palladium                                  | Palle Pernevi        | 1968-80 |                              | rostfritt stål                 |              | Utanför Kommunhusets entré (vid Nämndhuset), Kungsgatan 42 59.63288, 17.07315 | Palladium                                                        |
| D'Artagnan                                 | Björk Karl-Olov      |         |                              | trä                            |              | Biblioteket, Ågatan 29 (inomhus) 59.63396, 17.07408                           | Det är troligen inte ok att ladda upp en bild av detta konstverk |
| Sugga med smågrisar                        | Asmund Arle          |         |                              | brons                          |              | Biblioteket, Ågatan 29 (inomhus) 59.63377, 17.07417                           | Det är troligen inte ok att ladda upp en bild av detta konstverk |
| Spelande                                   | Rune Rydelius        | 2008    |                              | brons                          |              | Drömparken, Ågatan 59.6346, 17.072                                            | Spelande                                                         |
| Linjer, rum och rythm                      | Ljunggren Linus      |         |                              | corten                         |              | Norra Åpromenaden 59.63417, 17.06483                                          |                                                                  |
| Urdjur                                     | Karin Issef          |         |                              | betong                         |              | Norra Åpromenaden koordinater saknas                                          |                                                                  |
| Bord och stol                              | Anders Årfelt        |         |                              | betong                         |              | Norra Åpromenaden 59.63467, 17.06925                                          |                                                                  |
| Vattendjur                                 | Carl-Emil Berglin    |         |                              | corten                         |              | Södra Åpromenaden 59.63396, 17.05889                                          |                                                                  |
| Tackor                                     | Anders Årfelt        |         |                              | betong                         |              | Klosterparken 59.63115, 17.07476                                              |                                                                  |
| Lekande sjölejon                           | Sandström Anders     |         |                              | brons                          |              | Örsundsbro, framför skolan 59.73378, 17.30735                                 |                                                                  |
| Petrified (förstenad)                      | Flensburg Katriina   |         |                              | målad betong                   |              | Fjärdhundra, korsningen Stora vägen/Stationsvägen 59.77713, 16.92776          |                                                                  |
| Dansande                                   | Rune Rydelius        |         |                              | corten                         |              | Lillkyrka, i parken norr om Skolvägen 59.55943, 17.24655                      |                                                                  |
| Hon                                        | Larsson P-O          |         |                              | betong                         |              | Hummelsta framför skolan 59.62434, 16.94617                                   |                                                                  |
| Grenar i kubik                             | Engström Silas       |         |                              | metall                         |              | Södra Åpromenaden 59.63494, 17.05743                                          |                                                                  |
| Drömbänkar (3 st)                          | Larsson P-O          |         |                              | betong                         |              | Norra Åpromenaden vid "Blå Trädgård" 59.63431, 17.06635                       |                                                                  |
| Volvo PV                                   | Jansson, Theo        |         |                              | betong                         |              | Norra Åpromenaden 59.63407, 17.06063                                          |                                                                  |
| Okänd titel                                | Hanns Karlewski      |         |                              | brons                          |              | Örsundsbro, framför Liljegårdens huvudentré 59.73114, 17.30616                |                                                                  |
| Vit balett Även känd som: La mere          | Staffan Östlund      |         |                              | betong                         |              | Fanna, Korsningen Tallbacksvägen/Verkstadsvägen 59.63902, 17.11023            |                                                                  |
| Ljusrotation                               | Staffan Östlund      |         |                              | rostfritt stål                 |              | Linbaneparken 59.64499, 17.0761                                               |                                                                  |
| Mozarts toner                              | Staffan Östlund      |         |                              | corten                         |              | Norra Åpromenaden 59.63473, 17.05853                                          |                                                                  |
| Okänd titel                                | Fremling Johan       |         |                              | gjutjärn på betongsockel       |              | Bergvreten, utanför idrottshallen 59.62914, 17.11705                          |                                                                  |
| Okänd titel                                | Philipsson Margareta |         |                              | textil/vävnad                  |              | Kommunhuset/utanför fullmäktigesalen (inomhus) 59.63271, 17.0727              | Det är troligen inte ok att ladda upp en bild av detta konstverk |
| Eldblomma                                  | Andersson Bo         |         |                              | metall                         |              | Grillby, Anna Lindhs park 59.62495, 17.25667                                  |                                                                  |
| Katten och korpen                          | Ann-Charlott Fornhed |         |                              | brons                          |              | Skolstaskolan 59.65957, 17.24602                                              |                                                                  |
| J P Johansson                              | Peter Linde          | 2014    |                              | brons, på sockel av röd granit |              | Gustav Adolfs plan,Torggatan 59.63699, 17.07562                               |                                                                  |
| Rondo                                      | Teddy Sempinski      |         |                              | mosaik                         |              | Korsningen Eriksgatan/Rådmansgatan 59.63559, 17.08177                         |                                                                  |
| keramikfris                                | Mari Simmulson       |         |                              | keramik                        |              | Nordeas banklokal, (inomhus) koordinater saknas                               | Det är troligen inte ok att ladda upp en bild av detta konstverk |
| Kvinna som bär kärvar                      | Ivar Johnsson        |         |                              | granit                         |              | Sparbankshusets fasad, Torggatan 32 59.6368, 17.07644                         |                                                                  |
| Paradiset                                  | Bo Åke Adamsson      |         |                              | stål                           |              | Funkisvillans fasad, Torggatan 34 59.63718, 17.07575                          |                                                                  |
| Husdjuret                                  | Larsson P-O          |         |                              | betong                         |              | Vårfrugatan 16, inne på gården koordinater saknas                             |                                                                  |
| Spirande frö                               | Karlsson Rolf        |         |                              | rostfritt stål                 |              | Minneslunden S:t Olofs kyrkogård 59.6434, 17.07199                            |                                                                  |
| väggmålning                                | Eric Beckeld         |         |                              | målning                        |              | Fasaden Dr Westelundsgatan 9 59.63703, 17.07108                               |                                                                  |
| Livslåga                                   | Staffan Östlund      | 1959    |                              | brons                          |              | Framför Enköpings lasaretts huvudentré, Kungsgatan 71 59.62909, 17.06876      | Livslåga                                                         |
| Livets våg och Brittas bänk                | Staffan Östlund      |         |                              | trä                            |              | Lasarettets entré, Kungsgatan 7 (inomhus) 59.62928, 17.06903                  | Det är troligen inte ok att ladda upp en bild av detta konstverk |
| Leif Blomberg                              | Okänd                |         |                              |                                |              | Leif Blombergs park, Romberga 59.64948, 17.07802                              |                                                                  |
| Klätterpelare                              | Sven Olof Sundberg   |         |                              |                                |              | Pastor Spaks park 59.6419, 17.08308                                           |                                                                  |
| Okänd titel                                | Engström             |         |                              |                                |              | Västerledsskolan 59.6395, 17.06312                                            |                                                                  |
| Katt                                       | Sonja Petterson      |         |                              | brons                          |              | Utanför entrén till Enköpings lasarett 59.62906, 17.06848                     | Katt                                                             |
| Okänd titel                                | Karl Gustaf Nilson   |         |                              |                                |              | Bergvretenskolan (fasad) 59.63019, 17.11304                                   |                                                                  |
| Stående figur Även känd som: Jan Fridegård | Rune Rydelius        |         |                              |                                |              | Biblioteket 59.63382, 17.07448                                                |                                                                  |
| Jan Fridegård                              | Rune Rydelius        |         |                              |                                |              | Biblioteket 59.63383, 17.07455                                                |                                                                  |
| Krokodil                                   | Okänd                |         |                              |                                |              | Lekparken Växtriket 59.63578, 17.06994                                        |                                                                  |
| Vattenkonst                                | Darpö Eva            | 2000    |                              | fontän - stål                  |              | Parktorget Kaplanen 59.63627, 17.07976                                        | Vattenkonst                                                      |
| Fontän Johanna                             | Okänd                |         |                              | fontän - brons                 |              | Afzeliiparken, Kyrkogatan/Tullgatan 59.63753, 17.08                           | Fontän Johanna                                                   |

## Fotnoter
1. ↑  Möjligen i Postrondellen (enligt kartan)
2. ↑  Arbetskopian i gips finns i Biblioteket, Ågatan 29
3. ↑  för närvarande intagen för reparation
4. ↑  Möjligen Norra Åpromenaden (per kommunkartan)
5. ↑  Koordinaten är för en av bänkarna den andra finns på 59°38′04″N 17°03′59″Ö / 59.6345627504°N 17.0664928492°Ö